# Henry Frederick Baker
Henry Frederick Baker, citado como H. F. Baker (Cambridge, 3 de julho de 1866 — Cambridge, 17 de março de 1956), foi um matemático britânico.
Seu campo de trabalho foi a geometria algébrica. Foi professor Lowndeano de Astronomia e Geometria.

## Obras
- «Principles of Geometry» (6 volumes), The University Press, Cambridge 1922 bis 1925
- «Abel's theorem and the allied theory, including the theory of the theta functions», The University Press, Cambridge 1897, 1995
- «An introduction to the theory of multiply periodic functions», The University Press, Cambridge 1907
- An Introduction to Plane Geometry, 1943, 1971